# Госал, Кулдип Сингх
Кулдип Сингх Госал (англ. Kuldip Singh Gosal, 23 июня 1946, Джаландхар, Британская Индия) — гонконгский и канадский хоккеист (хоккей на траве), нападающий.

## Биография
Кулдип Сингх Госал родился 23 июня 1946 года в индийском городе Джаландхар.
Играл в хоккей на траве за гонконгский «Нав Бхарат».
В 1964 году вошёл в состав сборной Гонконга по хоккею на траве на Олимпийских играх в Токио, занявшей 15-е место. Играл на позиции нападающего, провёл 7 матчей, забил 1 мяч в ворота сборной Канады.
Впоследствии перебрался в Канаду, играл за «Халл-Оттаву».
В 1975 году в составе сборной Канады завоевал серебряную медаль хоккейного турнира Панамериканских игр в Мехико.
В 1976 году вошёл в состав сборной Канады по хоккею на траве на Олимпийских играх в Монреале, занявшей 10-е место. Играл на позиции нападающего, провёл 3 матча, мячей не забивал.